# Mercy Aigbe
Mercy Aigbe (Estado de Edo, 1 de enero de 1978) es una actriz y directora nigeriana, reconocida en el ambiente del cine de Nollywood.

## Carrera
Aigbe nació el 1 de enero de 1978 en el Estado de Edo. Se formó en estudios financieros y más tarde en teatro en la Universidad de Lagos. Inició su carrera en la industria cinematográfica en 2006. Fundó la escuela de teatro "Mercy Aigbe Gentry School of Drama" en 2016.

## Filmografía destacada
- Afefe Ife (2008)
- Okanjua (2008)
- Atunida Leyi (2009)
- Igberaga (2009)
- Ihamo (2009)
- Ìpèsè (2009)
- Iró funfun (2009)
- Mafisere (2009)
- Oju ife (2009)
- Omoge Osas (2012)
- Ile Oko Mii (2014)
- Victims (2015)
- The Screenplay (2017)
- Little Drops of Happy (2017)
- 200 Million (2018)
- Second Acts (2018)